# Vittorio Valesi
Vittorio Valesi (Milano, 9 ottobre 1932) è un ex pistard italiano.
Ha corso da dilettante per il Veloclub Varese "Luigi Ganna" dal 1951 al 1958, vantando tra i suoi trofei quattro titoli nazionali di velocità tandem, il primo dei quali in coppia con Antonio Maspes, e gli altri tre con Celestino Oriani.

## Palmarès
- 1952

Campionati italiani, Tandem (con Antonio Maspes)
- 1952

Campionati italiani, Tandem (con Celestino Oriani)
- 1953

Campionati italiani, Tandem (con Celestino Oriani)
- 1956

Campionati italiani, Tandem (con Celestino Oriani)